# Coupe du monde de ski de vitesse 2011
Navigation
Édition précédente Édition suivante
La coupe du monde de ski de vitesse 2011 démarre le 5 mars 2011 à Sun Peaks (États-Unis) au 10 avril 2011 à Vars (France). La compétition est mise en place par la fédération internationale de ski où sept épreuves masculines et féminins déterminent le vainqueur du globe de cristal (récompense faite au vainqueur).
Les sept épreuves de cette édition 2011 sont Sun Peaks (États-Unis), Salla (Finlande), Idre (Suède) et Hundfjället/Sälen et Vars (France).

## Classement général
| Rang | Nom                  | Points |
| ---- | -------------------- | ------ |
| 1    | Simone Origone       | 520    |
| 2    | Ivan Origone         | 432    |
| 3    | Christian Jansson    | 242    |
| 4    | Bastien Montes       | 220    |
| 5    | Ismaël Devènes       | 193    |
| 6    | Radek Cermak         | 185    |
| 7    | Klaus Schrottshammer | 160    |
| 8    | Petr Sterba          | 112    |
| 9    | Finn-Arne Stavik     | 105    |
| 10   | Daniel Persson       | 95     |

| Rang | Nom                 | Points |
| ---- | ------------------- | ------ |
| 1    | Sanna Tidstrand     | 150    |
| 2    | Linda Baginski      | 115    |
| 3    | Jennifer Romano     | 35     |
| 4    | Sarah McDiarmid     | 30     |
| 4    | Liss-Anne Pettersen | 30     |
| 6    | Lisa Hovland-Udén   | 24     |

## Calendrier

### Hommes
| Date          | Lieu              | Vainqueur            | Deuxième       | Troisième            |
| 4 mars 2011   | Sun Peaks         | Simone Origone       | Ivan Origone   | Bastien Montes       |
| 5 mars 2011   | Sun Peaks         | Simone Origone       | Ivan Origone   | Finn-Arne Stavik     |
| 29 mars 2011  | Salla             | Ivan Origone         | Simone Origone | Bastien Montes       |
| 30 mars 2010  | Salla             | Ivan Origone         | Simone Origone | Bastien Montes       |
| 3 avril 2010  | Idre              | Klaus Schrottshammer | Simone Origone | Christian Jansson    |
| 6 avril 2010  | Hundfjället/Sälen | Christian Jansson    | Simone Origone | Klaus Schrottshammer |
| 10 avril 2010 | Vars              | Annulée              | Annulée        | Annulée              |

### Femmes
| Date          | Lieu              | Vainqueur       | Deuxième        | Troisième           |
| 4 mars 2011   | Sun Peaks         | Sanna Tidstrand | Linda Baginski  | Sarah McDiarmid     |
| 5 mars 2011   | Sun Peaks         | Sanna Tidstrand | Linda Baginski  | Sarah McDiarmid     |
| 29 mars 2011  | Salla             | Sanna Tidstrand | Jennifer Romano | Linda Baginski      |
| 30 mars 2010  | Salla             | Sanna Tidstrand | Linda Baginski  | Jennifer Romano     |
| 3 avril 2010  | Idre              | Sanna Tidstrand | Linda Baginski  | Liss-Anne Pettersen |
| 6 avril 2010  | Hundfjället/Sälen | Sanna Tidstrand | Linda Baginski  | Liss-Anne Pettersen |
| 10 avril 2010 | Vars              | Annulée         | Annulée         | Annulée             |